# Симеон Киров
Симеон Киров Халачев, по-известен като Симеон Киров, е български политик и адвокат. Народен представител в XXV обикновено народно събрание (1940 – 1944).

## Биография
Роден е на 4 (17) март 1892 г. в Осман пазар (днешен Омуртаг). Основното си и прогимназиално образование завършва в Омуртаг, а след това учи средно образование във Варненската и Разградската гимназии. През 1917 г. завършва право в Софийския университет. От 1934 г. е общински съветник в родния си град. Бил е председател на електропроизводителна кооперация „Устрем“ и на контролния съвет на Популярна банка.
Избран е за народен представител в XXV обикновено народно събрание от Омуртаг. През май 1943 г. той е сред 43-мата народни представители, които подписват декларацията в защита на българските евреи, изготвена от Димитър Пешев.
След Деветосептемврийския преврат в 1944 г. е осъден на доживотен строг тъмничен затвор от Втори върховен състав на т.нар. Народен съд.